# Hannes Anaf
Hannes Anaf (Turnhout, 4 maart 1985) is een Belgisch politicus voor Vooruit.

## Levensloop
Anaf werd in 2007 licentiaat in de politieke wetenschappen en in 2011 master in het management aan de Katholieke Universiteit Leuven. 
Van 2007 tot 2008 was hij kabinetsmedewerker van Jos Geuens, gedeputeerde van de provincie Antwerpen. Nadien was Anaf van 2008 tot 2009 stafmedewerker op het kabinet van Vlaams minister Kathleen Van Brempt en in 2009 inhoudelijk medewerker van de sp.a-afdeling van de provincie Antwerpen. Vervolgens was hij van 2010 tot 2011 beleidsmedewerker Welzijn en van 2012 tot 2014 beleidsmedewerker Organisatieontwikkeling van het Departement Bestuurszaken van de Vlaamse overheid. In 2015 werd hij beleidsmedewerker bij het Agentschap Binnenlands Bestuur, wat hij bleef tot in 2019.
Voor Vooruit is Anaf sinds januari 2007 gemeenteraadslid van Turnhout. Van januari 2013 tot december 2018 was hij er schepen voor Jeugd, Sport, Milieu, Energie, Duurzaamheid en Strategische Planning. Bij de gemeenteraadsverkiezingen van oktober 2018 voerde Anaf de sp.a-lijst in Turnhout aan. De partij werd opnieuw opgenomen in het stadsbestuur en begin 2019 werd Anaf schepen voor Jeugd, Kinderopvang, Sport, Preventie, Buurten en wijken, Communicatie en Bibliotheek, wat hij bleef tot in juni 2019.
Voor de Kamerverkiezingen in mei 2014 stond Anaf op de vijfde plaats van de Antwerpse sp.a-lijst, maar werd niet verkozen. Bij de Vlaamse verkiezingen van 26 mei 2019 werd hij vanop de tweede plaats verkozen tot lid van het Vlaams Parlement. Hij nam hierdoor ontslag als schepen van Turnhout, vanwege het geldende cumulverbod binnen zijn partij.
Als Vlaams Parlementslid werd Anaf lid van de commissie Cultuur, Jeugd en Sport, maar legde hij zich vooral toe op welzijnsthema's zoals personen met een handicap, ouderenzorg, kinderopvang, het Groeipakket en jeugdzorg. In 2020 was hij eveneens vast lid en ondervoorzitter van de commissie die het Vlaamse coronabeleid evalueerde. In 2021 was hij tevens voorzitter van de parlementaire onderzoekscommissie over het PFOS-schandaal en in 2022 voorzitter van de parlementaire onderzoekscommissie naar de veiligheid in de kinderopvang, die werd opgericht nadat verschillende wantoestanden in de sector aan het licht waren gekomen. Van maart tot juli 2021 was Anaf daarenboven tijdelijk fractieleider voor Vooruit, in vervanging van Hannelore Goeman, die toen in zwangerschapsverlof was. 
Bij de Vlaamse verkiezingen van 9 juni 2024 werd Anaf als tweede op de Antwerpse Vooruit-lijst opnieuw verkozen in het Vlaams Parlement. Vervolgens werd hij aangesteld tot ondervoorzitter van deze assemblee, hetgeen hij bleef tot in januari 2025. In zijn tweede legislatuur als Vlaams Parlementslid ging hij zetelen in de commissie Welzijn, Volksgezondheid, Gezin, Armoedebestrijding en Gelijke Kansen, waarvan hij sinds januari 2025 ondervoorzitter is.
Bij de lokale verkiezingen van oktober 2024 was Anaf lijsttrekker van de Vooruitlijst in Turnhout. Zijn lijst werd de grootste en Vooruit sloot een bestuursakkoord met het lokale kartel tussen N-VA en CD&V. Begin december 2024 werd hij burgemeester in het nieuwe bestuur. Omdat het cumulverbod in zijn partij inmiddels was versoepeld, kon Anaf het burgemeesterschap combineren met zijn functie als Vlaams Parlementslid.